# Die Einzelteile der Liebe
Die Einzelteile der Liebe ist ein deutscher Kinospielfilm. Das Langfilm-Debüt der Regisseurin Miriam Bliese, die auch das Drehbuch schrieb, wurde am 12. Februar 2019 im Rahmen der 69. Berlinale in der Sektion Perspektive Deutsches Kino uraufgeführt. Die Hauptrollen sind mit Birte Schnöink und Ole Lagerpusch besetzt. Der deutsche Kinostart war am 22. August 2019, die Fernsehpremiere folgte am 25. Mai 2021 bei Das Erste.
Als Mischung aus ernstem Trennungsdrama und lakonischer Patchwork-Komödie, zeichnet Die Einzelteile der Liebe Stationen eines Paares über einen Zeitraum von sechs Jahren nach: Vom ersten Verlieben bis zum Scheitern der Beziehung – und dem Umgang mit dem gemeinsamen Kind nach der Trennung. Der Film erzählt seine Handlung jedoch nicht chronologisch, sondern springt mehrfach zwischen verschiedenen Zeitebenen hin und her. Szenen aus der Vergangenheit sind im Sommer angesiedelt, während die Gegenwart im Winter spielt. Fast alle Szenen finden vor demselben Wohnblock im Berliner Hansaviertel statt.

## Handlung
Im Gegensatz zur Struktur des Films ist diese Handlungsbeschreibung chronologisch.

### Szenen im Sommer
Georg, ein angehender Architekt und Teilzeit-Musiker, lernt die hochschwangere Sophie kennen, als sie zur Entbindung ins Krankenhaus muss. Der Vater ihres Kindes ist Georgs ehemaliger Band-Kollege Richy, der jedoch zur Geburt nicht auftaucht. Stattdessen springt Georg für Richy ein und holt Sophie zuhause ab; dabei kommen sich die beiden ein wenig näher. Aber nach der Geburt von Jakob lässt Georg erstmal Zeit verstreichen, bevor er Sophie wieder besucht, weil er unsicher ist, wie es um ihre Beziehung zu Richy steht. Als er sich schließlich zu ihr traut, sagt ihm Sophie, dass Richy inzwischen in Schottland lebt – und dort könne er auch bleiben. Es deutet sich an, dass Georg und Sophie sich schon bei der ersten Begegnung ineinander verliebt haben.
Ein paar Monate später sind Georg und Sophie ein Paar. Sophie arbeitet im Vertrieb eines Musiklabels und Georg versucht seine Architektur-Karriere anzukurbeln. Zum Ende der Stillzeit gönnen sie sich mit ein paar Freunden eine kleine Party außen vor ihrem Wohnblock. Als Nachts der kleine Jakob durch das Babyfon schreit, bemerken sie, dass sie sich ausgesperrt haben. Während alle auf den Schlüsseldienst warten, brüllt Jakob unentwegt weiter, bis es Georg gelingt, ihn durch das Singen einer alten Schnulze zu beruhigen.
Drei Jahre nach dem Kennenlernen ist das Paar im aufreibenden Alltag angekommen. Sophie füllt mit ihrem ungeliebten Job den Hauptanteil der Familienkasse, während Georg noch auf seinen Durchbruch als Architekt wartet. Zudem wünscht er sich ein zweites, leibliches Kind und ist enttäuscht, als ein Schwangerschaftstest negativ ausfällt – während Sophie darüber eher erleichtert scheint. Nach Jakobs Taufe bietet sie Georg an, Jakob zu adoptieren. Zunächst reagiert er erbost, da er dies als Ablenkungsmanöver vom eigenen Kindeswunsch empfindet, lässt sich dann jedoch darauf ein.
Nochmal zwei Jahre später: Georg erklärt Jakob was eine Adoption ist, während er als Geburtstagsgeschenk für Sophie ein Gartensofa aus Holzpaletten baut. Da er an ihrem Geburtstag in Rotterdam sein wird, um sich für einen Architektur-Auftrag zu bewerben, vertraut er Jakob die Aufgabe an, Sophie das Geschenk zu übergeben. Am Morgen seiner Abreise möchte Sophie ihn noch mal schnell ins Bett locken, doch Georg hat nur noch Rotterdam im Kopf. Als er zurückkommt, wirkt sie distanziert. Schließlich gesteht sie ihm nach einer nächtlichen Autofahrt, dass sie in seiner Abwesenheit mit einem Grafiker aus ihrer Firma geschlafen hat. Am nächsten Tag versucht Sophie die Wogen noch mal zu glätten: Mit Kissen und Bäumchen verziert sie das Gartensofa, zusammen mit dem eher widerwilligen Georg – und besteht darauf, dass ihr der Seitensprung nichts bedeutet habe. Doch der zunehmend hilflose Versöhnungsversuch scheitert; es kommt zum Bruch.

### Szenen im Winter
Nach der Trennung möchte Georg auch weiterhin für Jakob als Vater da sein, doch aufgrund der verletzten Gefühle kommt es zwischen ihm und Sophie zu einer Schlammschlacht. Georg ist überzeugt, dass Sophie ihm den Kontakt zu Jakob mit allerlei fadenscheinigen Ausreden verwehren will. Bei einer spontanen Gelegenheit nimmt er Jakob einfach mit, als Sophie gerade unter der Dusche ist. Sie kann nur noch wütend und vergeblich dem Auto hinterherrennen. Sophie wirft Georg beim nächsten Treffen vor, Jakob entführt zu haben. Dieser weist das zwar zurück, weigert sich aber auch, Jakob zeitnah wieder zu ihr zu bringen. Stattdessen wohnt er mit Jakob in seinem nach der Trennung behelfsmäßig umfunktionierten Büro.
Sophie schaltet einen Anwalt ein – gegen den Rat von Fred, ihrem neuen Freund. Der ist selbst Anwalt, allerdings ein Strafverteidiger, kein Scheidungsanwalt, wie er betont. Es kommt wie Fred vermutet hat: Die Situation eskaliert noch mehr, denn auch Georg wehrt sich mit scharfen juristischen Mitteln. Derweil versucht Jakob auf seine kindliche Art, die zerstrittenen Eltern wieder zur Annäherung zu bewegen: Er überreicht Fred ein altes Handy von Georg, welches Fred an Sophie weitergeben soll. Deren Handy sei wohl kaputt, meint Jacob, denn Georg habe gesagt, dass er „nicht mehr mit ihr reden kann“.
Fred ergreift daraufhin selbst die Initiative und verabredet sich mit Georg vor dem Haus, vermeintlich um ein Kuscheltier für Jakob zu übergeben. Georg gesteht Fred, dass Jakob wieder nach Hause möchte. Die beiden Männer handeln einen Deal aus: Georg bringt Jakob wieder zurück; im Gegenzug wird schriftlich fixiert, wann und wie oft er ihn sehen darf.
Das Arrangement scheint zunächst zu funktionieren; es gelingt Jakob sogar für einen kurzen Moment ein altes Familienritual wieder zu beleben: Das gemeinsame Singen von Schlagern. Die Eltern fallen jedoch schnell zurück in ihre Muster von Streit und Misstrauen.
Als Georg eines Samstags verspätet auftaucht, um Jakob abzuholen, erwidert Sophie genervt, dass das Kind doch schon bei ihm sei. Georg hält das zunächst für einen Trick, doch dann müssen beide erkennen, dass Jakob wohl selbständig aus dem Haus gegangen ist. Verzweifelt suchen sie ihn und streiten darüber, wer mehr Schuld an der Situation hat. Georg benachrichtigt die Polizei und nach weiterem getrennten Suchen finden sich die beiden Eltern, inzwischen nachdenklicher geworden, wieder vor dem Haus ein. Als die Polizei schließlich anruft, um zu sagen, dass Jakob unversehrt gefunden wurde, ist die Erleichterung groß. Während Sophie und Georg im kalten Wind fröstelnd auf Jakob warten, kommen allmählich alte Gefühle auf. Sie fangen an sich leidenschaftlich zu küssen – bis sie von Jakobs Polizei-Eskorte unterbrochen werden.

### Epilog
Drei Monate später kehren Georg und Jakob von einer Reise zurück; Sophie holt sie am Flughafen Tegel ab. Im Auto wartet Fred und alle fahren gemeinsam zurück in die Stadt. Es wird klar: Sophie und Georg sind nicht wieder ein Paar geworden, aber es zeichnen sich die Konturen einer Art Patchwork-Lösung ab. Während der Autofahrt fliegen die Sticheleien zwischen den Erwachsenen hin und her, bis Georg das Radio anschaltet und bei einem Schlager hängenbleibt: Wann wird’s mal wieder richtig Sommer? Georg und Sophie fangen an, das Lied mitzusingen – zum Unmut von Fred, aber zur Freude von Jacob.

## Produktion

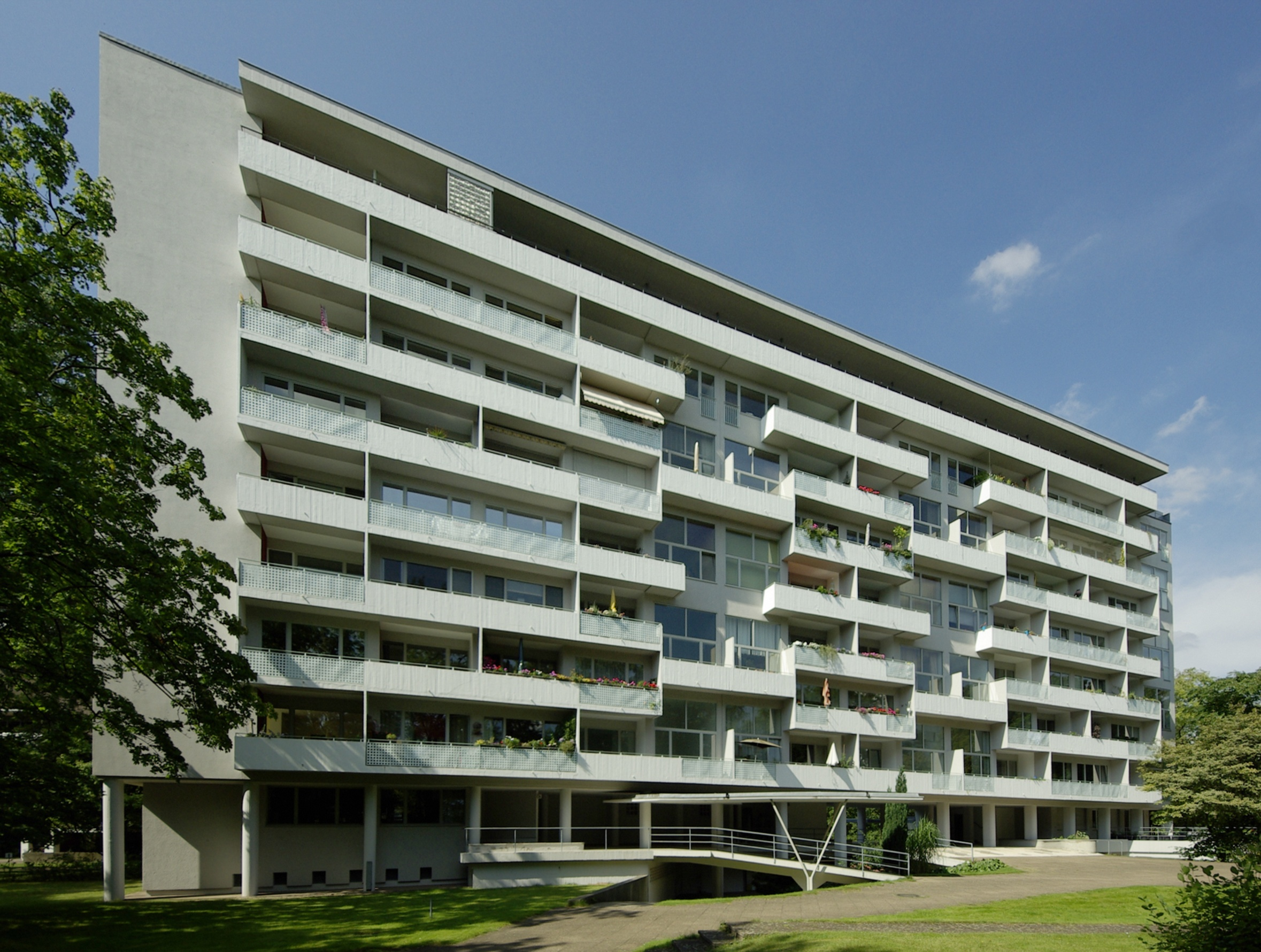
Das Pierre-Vago-Haus in der Klopstockstraße 14–18 ist der zentrale Drehort des Films

### Drehort und Drehbuch
Fast alle Szenen des Films spielen außen vor einem Wohnhaus im südlichen Hansaviertel in Berlin-Tiergarten; etliche Male ist der Schauplatz sogar dieselbe Außentür. Lediglich zwei Szenen im Flur der Wohnung von Sophie und Georg, ein paar Autofahrten, sowie ein Epilog am Flughafen Tegel durchbrechen dieses Muster. Diese Ausnahmen habe sie eingebaut, so Miriam Bliese, weil: „Ein Dogma wird langweilig, wenn man es nicht bricht.“ Außerdem habe sie ihren Protagonisten zumindest kurz die Intimität des Innenraumes gönnen wollen.
Die Gestaltungsidee mit dem einheitlichen Drehort hat Miriam Bliese aus ihrem Kurzfilm An der Tür (2013) abgeleitet, dessen fünf Minuten Laufzeit komplett vor einer Außentür stattfinden. Auch die Figuren Georg und Sophie sind an diesen Kurzfilm angelehnt: Ein Vater holt seinen Sohn bei seiner ehemaligen Partnerin ab und unterhält sich während des Wartens mit ihr via Gegensprechanlage.
Gedreht wurde Die Einzelteile der Liebe am denkmalgeschützten Zeilenbau des französischen Architekten Pierre Vago in der Klopstockstr. 14–18, welcher im Zuge der Interbau 1957 entstanden ist. Die markante Säulenstruktur im Erdgeschoss des Gebäudes ist ein wiederkehrendes Bildelement im Film, genauso wie die überdachte Rampe, die zur Eingangstür führt. In Wirklichkeit ist dies nur eine Hintertür; das Filmteam hat jedoch für die Dauer der Dreharbeiten die Rückseite des Gebäudes zur Vorderseite umgestaltet.
Die Regisseurin zur Wahl des Drehorts:

„Ich habe nach einem Gebäude gesucht, das etwas Archetypisches hat; eine Klarheit, die die Figuren und ihre Handlungen hervorhebt und sie nicht im Lokalkolorit untergehen lässt. In der 50er-Jahre-Architektur des Hansaviertels habe ich die nüchterne Klarheit gefunden, die ich gesucht habe, aber auch eine zurückhaltende Form von Schönheit. Die Nachkriegsmoderne der Interbau’57-Architektur wirkt auf mich trotz der Größe und auch heute noch erstaunlichen Modernität der Gebäude sehr sanft. Die Architektur ist für den Menschen gemacht. Sie erschlägt die Figuren nicht, sondern eröffnet immer wieder neue Blicke und Perspektiven.“

Das Drehbuch ist so aufgebaut, dass die Gegenwart im Winter stattfindet, während die mehrfach dazwischen geschnittenen Rückblenden im Sommer landen, wenn auch in unterschiedlichen Jahren. Gedreht wurde daher in zwei Etappen: Juli/August 2017 und Januar/Februar 2018.
Eine Schlüsselszene aus der Gegenwart eröffnet den Film: Georg geht mit Jacob zum Auto, und braust mit ihm davon, obwohl die wütend protestierende Sophie ihnen hinterherrennt. Diese Szene wiederholt sich nach etwa einer Stunde wieder, wenn die Vorgeschichte in der Gegenwart angekommen ist. Beim ersten Mal ist die Szene „objektiv“ aus der Totale erzählt; beim zweiten Mal wechselt sie subjektiver zwischen den Perspektiven von Georg und Sophie hin und her.
Bei der Wahl einer non-linearen Erzählweise, meinte Bliese, sei es ihr nicht so sehr um den Kontrast von Auf-und-Ab gegangen:

„Mir ging es eher darum, keine lineare Deutung dieser Trennungsgeschichte vorzugeben, sondern Puzzlestücke zu liefern, aus denen sich jeder Zuschauer seine eigene Version zusammenbauen kann. Anders hätte ich von einer Trennung nicht erzählen können. Wenn ich eines über Trennungen weiß, dann wirklich, dass jeder seine ganz eigene „wahre“ Geschichte erlebt hat, und die sind alle gleich gültig. Das macht es ja so schwer, sich zu verständigen.“

### Finanzierung, Stab und Besetzung
Der Film ist eine Produktion der Deutschen Film- und Fernsehakademie Berlin (DFFB), in Koproduktion mit dem Rundfunk Berlin-Brandenburg (RBB). Die Regisseurin Miriam Bliese und der Producer Clemens Köstlin sind Co-Produzenten; für beide ist es ihr Abschlussfilm an der DFFB. Gefördert wurde der Film im Rahmen der „Initiative Leuchtstoff“ des Medienboard Berlin-Brandenburg und des RBB; zusätzlich war die Filmförderungsanstalt FFA beteiligt.
Der Kameramann Markus Koob ist auch ein ehemaliger Absolvent der DFFB. Verantwortlich für das Szenenbild war Beatrice Schultz, das Kostümbild stammt von Waris Klampfer, das Maskenbild von Jil La Monaca Broidy. Montiert hat den Film der Editor Dietmar Kraus; die Tongestaltung lag in den Händen von Marc Reinkober & Kai Ziarkowski (Originalton), Hannes Marget (Sounddesign) und Jan Pasemann (Mischung).
Zum Zeitpunkt der Dreharbeiten waren die beiden Hauptdarsteller Birte Schnöink und Ole Lagerpusch vor allem als Theaterschauspieler bekannt. Miriam Bliese hatte auch gezielt in diese Richtung gesucht:

„Mir war von Anfang an klar, dass ich mit Theaterschauspielern arbeiten möchte. Ich hatte irrsinnig lange Szenen geschrieben, die längste war 18 Seiten lang, und ich wusste, dass ich in langen Bögen drehen will. (…) Außerdem, das klingt jetzt vielleicht etwas merkwürdig, wollte ich unbedingt Schauspieler haben, die „einfach dastehen“ können. Das ist überhaupt nicht selbstverständlich. Mein Film spielt ja zum größten Teil vor der Tür, was für Schauspieler eigentlich eine Katastrophe ist, weil es kaum Requisiten gibt, an denen man sich festhalten kann. Es gibt keinen Türrahmen, in den man sich lehnen, keine Kaffeetasse, aus der man trinken kann. Das ist wirklich Schauspiel für Fortgeschrittene, weil man den ganzen Halt aus sich selbst nehmen muss. Birte Schnöink und Ole Lagerpusch kannte ich beide aus dem Theater und wusste, dass sie toll sind, ich musste nur noch herausfinden, was für ein Paar sie abgeben würden. Als ich sie beim Casting zusammen gesehen habe, war mir klar, dass das ein sehr spezielles Paar wird, das mich persönlich total interessierte.“

Für Lagerpusch war es nach ein paar Nebenrollen die erste Hauptrolle in einem Langfilm. Für Schnöink war es die zweite Hauptrolle nach ihrer für den Österreichischen Filmpreis 2015 nominierten Verkörperung der Henriette Vogel in Amour Fou. Justus Fischer, der ihren sechsjährigen Sohn Jakob spielt, stand zum allerersten Mal vor einer Kamera.

### Musik
Es gibt keine eigens für den Film komponierte Musik, sondern es kommen eine Reihe von Liedern vor, darunter einige berühmte Schlager aus den 1950er bis 1970er Jahren. Alle Musikstücke haben ihren Ursprung innerhalb der Szenen des Films – sei es weil sie im Radio gespielt werden, aus Partyboxen dröhnen, oder weil die Protagonisten selbst das Lied anstimmen.
Die verwendeten Schlager sind:
- Am Golf von Biskaya (Fahr Mich In Die Ferne…) – Musik & Text von Jakob Pfeil, interpretiert u. a. von Heino und Freddy Quinn, im Film ins Babyfon hinein gesungen von Georg.
- Anneliese – komponiert und interpretiert von Hans-Arno Simon; im Film gesungen von Jakob und Georg, der auf einer Gitarre begleitet.
- Liebeskummer lohnt sich nicht – Musik: Christian Bruhn, Text: Georg Buschor, u. a. interpretiert von Siw Malmkvist; im Film gesungen von Jakob, Sophie und Georg.
- Wann wird’s mal wieder richtig Sommer? – Musik: Christian Bruhn, Text: Georg Buschor. Im Film wird die 1975 von Rudi Carrell gesungene Fassung im Radio gespielt; Sophie und Georg singen mit.

Bei der Stillzeit-Ende-Party ist ein anderer Musikgeschmack zu hören: Neben zwei Liedern der Berliner Punkband Smile and Burn kommt auch der Hip-Hop-Song Rooftops vor, gesungen und komponiert von Joe Madog (alias Johannes Bliese), dem Bruder der Regisseurin.
Das Abspann-Lied Wann strahlst Du stammt von Carsten Meyer (Musik) und Barbara Stuetzel (Text). Es wurde von der Hauptdarstellerin Birte Schnöink neu eingesungen, mit Klavier-Begleitung von Hekmat Qassar.
Zum Einsatz der Schlager meinte die Regisseurin:

„Die Schlager bilden einen ironischen Kommentar zur Filmhandlung, sie zitieren ein Idealbild von Liebe, das mit dem heutigen Liebesalltag herzlich wenig gemein hat, und das wir doch als Wunschvorstellung nie ganz loswerden.“

### Auswertung
Nach der Uraufführung bei der Berlinale lief Die Einzelteile der Liebe im Wettbewerb des Filmkunstfest Schwerin und auf dem Festival des deutschen Films in Ludwigshafen am Rhein. Dem deutschen Kinostart im August 2019, folgte am 23. Oktober 2019 die internationale Premiere beim Chicago International Film Festival in der Wettbewerbs-Reihe New Directors Competition. Am 25. Mai 2021 kam es zur deutschen Fernsehpremiere bei Das Erste.

## Rezeption
Die Filmkritiken zur Berlinale und zum Kinostart fielen überwiegend positiv aus. Häufig hervorgehoben wurden das ungewöhnliche Inszenierungs-Konzept, die schauspielerischen Leistungen, und der Umgang des Films mit seinen Kernthemen Liebesverlust, Trennung und Sorgerechtskampf. Der Filmdienst meinte, der „vorzüglich gespielte“ Film sei eine „genaue, kraftvolle und glasklare Studie, die von schöner Lakonik, Sentiment und Selbstironie“ lebe.
Eva-Christina Meier schrieb, Miriam Bliese kombiniere …

„… distanzierte Beobachtung, temporeiche Dialoge und humorvolle Gesangseinlagen zu einer nicht nur ästhetisch, sondern auch dramaturgisch anregenden Filmerzählung über die Kunst, sich zu trennen.“

Andere lobten insbesondere die gelungene Figurenzeichnung. Matthias Pfeiffer schrieb, der Film habe …

„… durchaus auch einen dokumentarischen Touch, der aber der Emotionalität keinen Abbruch tut. Im Gegenteil macht er es sogar leichter, sich in die Figuren hineinzuversetzen. Melodramatische Übertreibung findet man hier glücklicherweise nicht. Gerade dadurch besitzen Sophie und Georg ein hohes Identifikationspotential.“

Andreas Köhnemann fand, dass die Regisseurin und ihre Schauspieler gekonnt demonstrieren …

„… wie sich Frustration und passiv-aggressiv zum Ausdruck gebrachte Vorwürfe in das Leben der Kleinfamilie einschleichen. Dabei sind beide Figuren – und schließlich auch Sophies neuer Freund Fred als Dritter im Bunde – erfreulich differenziert gezeichnet; niemandem wird die alleinige Schuld am Scheitern der Beziehung zugeschrieben. (…) Fazit: Ein genauer und kluger Blick auf Beziehungsdynamiken, prägnant geschrieben und wunderbar gespielt.“

Das Konzept, fast alle Szenen draußen vor dem Wohnblock und vor derselben Haustür spielen zu lassen, fand in den meisten Filmkritiken Anerkennung. Gunda Bartels schrieb im Berliner Tagesspiegel: „Die Idee ist bestechend. Ein Kammerspiel draußen. Eine Liebes- und Trennungsgeschichte, die sich eben nicht wie üblich im privaten Bett oder am Küchentisch abspielt, sondern an der öffentlichen Tür.“ Ihre Kollegin Esther Buss griff den gleichen Begriff auf, und sprach von einem „nach außen gestülpten Kammerspiel“. Auch die Berliner Morgenpost pflichtete bei: Wie „Scherbensplitter aneinander gesetzt“, seien hier die „Fragmente einer Beziehung als Kammerspiel ohne Kammer“.
Ein paar Kritiker bemängelten allerdings, dass dieses Konzept nicht konsequent auf jede Szene Anwendung gefunden habe. Harald Mühlbeyer schrieb, es gebe zwar vieles, was der Film treffend beobachte und gut rüber bringe. Aber die Regisseurin habe ihrem originellen Konzept offenbar nicht vertraut. Er fügte hinzu:

„Und es ist halt so, dass der Zuschauer die Idee hinter dem Film eben doch relativ schnell bemerkt: Szenen einer Beziehung, wobei der private Raum der Beziehung ausgespart werden soll. Und zudem: Ein Drama um ein Kind, wobei das Kind selbst gar nicht gezeigt wird. Zunächst zumindest. Irgendwann kommt Jacob ins Bild, nicht nur als Phantom im Hintergrund, sondern als eigenmächtiger Protagonist, und wieder geht dem Film einiges an Konsequenz und Stringenz verloren.“

Hingegen fand es Ulrich Sonnenschein passend, dass nicht alles so ordentlich strukturiert sei, wie man zunächst vermuten würde:

„Innerhalb seiner strengen Inszenierungsstruktur ist »Die Einzelteile der Liebe« ein lebendiger, sehr am Alltag der Figuren orientierter Film. Die Einzelteile haben Kraft und Bedeutung für das Ganze, man weiß nur nicht so genau welche. Damit ist dieser Film weitaus näher an dem unordentlichen Gefühl der Liebe als jede Romanze.“

## Auszeichnungen
Der Film war bei der Berlinale 2019 für den mit 50 000 Euro dotierten GWFF Preis Bester Erstlingsfilm nominiert.